# Weinrebenblätter

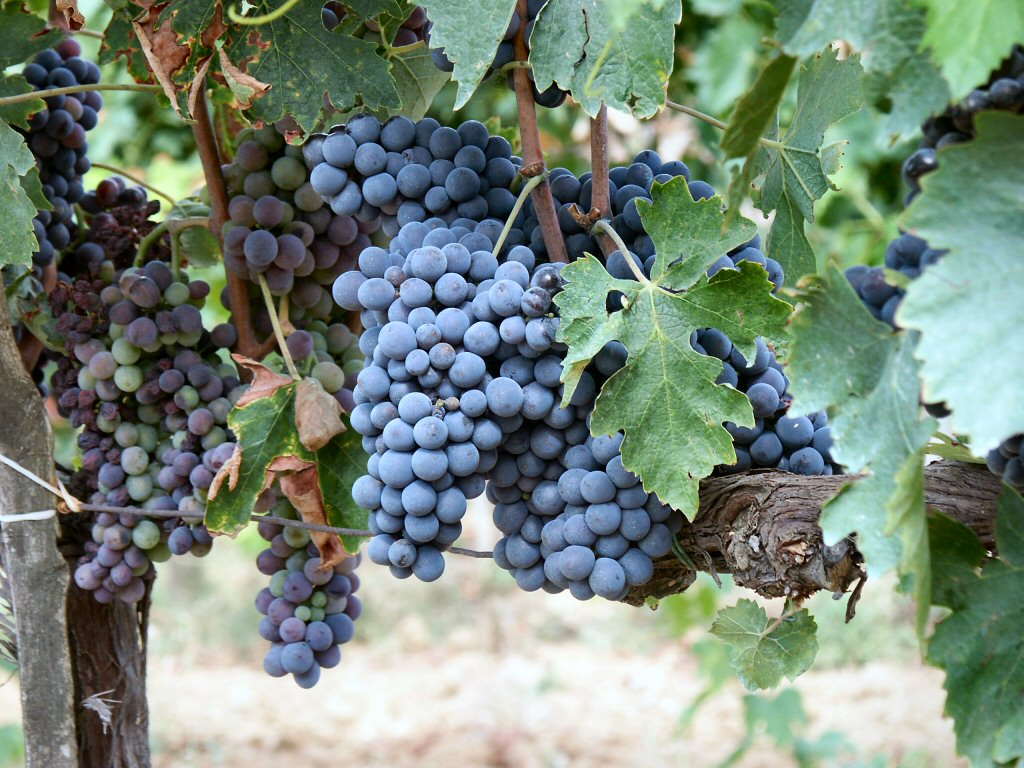
Blätter und Trauben der Rebsorte Sangiovese

Als Weinrebenblätter oder Weinlaub werden Laubblätter der Edlen Weinrebe (Kultur- oder Edelrebe) Vitis vinifera var. vinifera bezeichnet.
Weingenuss ist allgemein bekannt, weniger aber die Verwendung von Weinblättern. Dabei werden sie bei der Lebensmittelbereitung verwendet und Extrakte aus rotem Weinlaub heute als Phytopharmaka bei chronisch venöser Insuffizienz häufig eingesetzt.

## Geschichte der Verwendung von Weinblättern

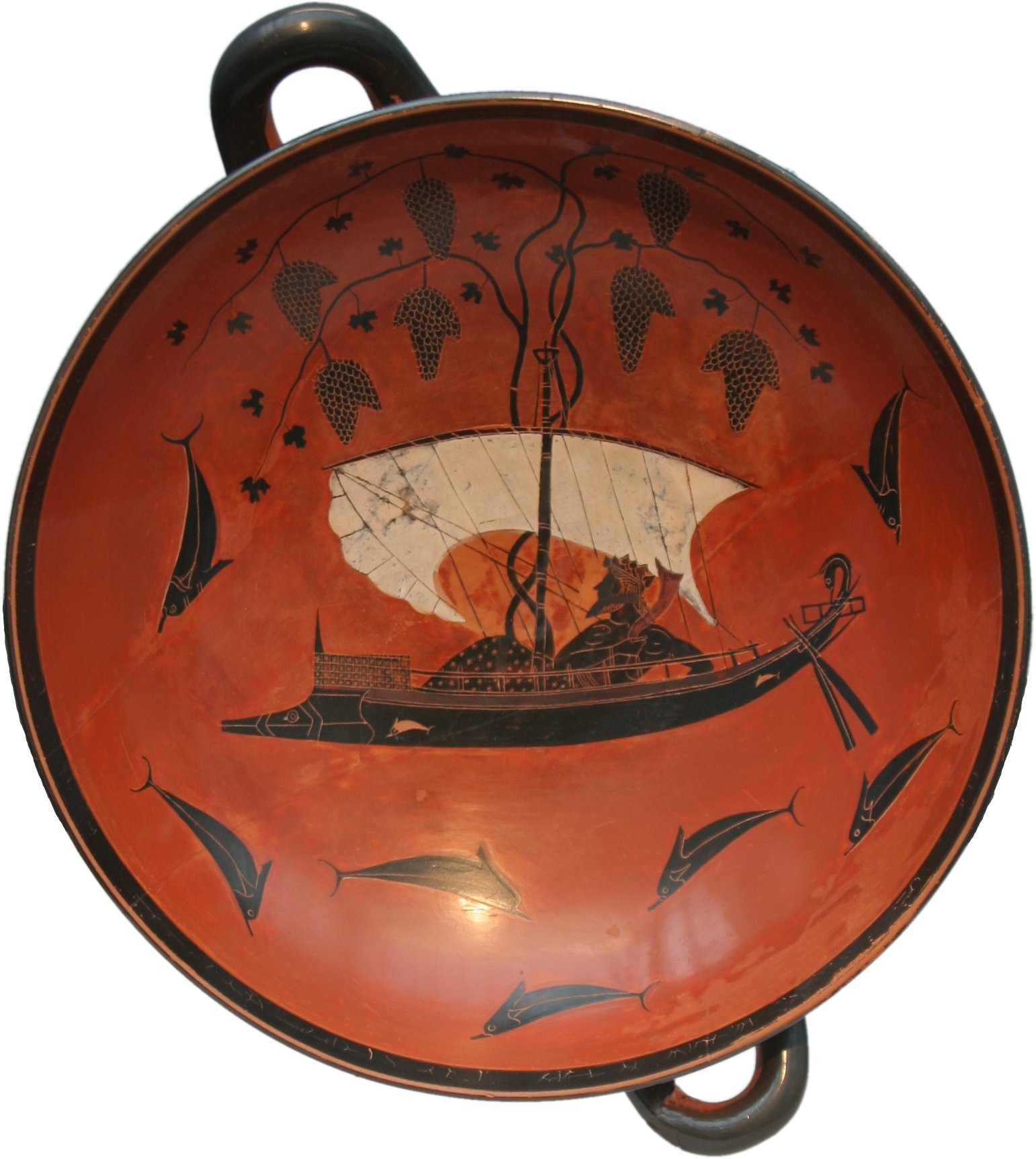
Sogenannte Dionysos-Schale: Dionysos fährt auf einem von Delphinen umschwommenen Schiff über das Meer und der Weinstock wächst aus dem Schiffsmast; attisch-schwarzfigurig-korallenrote Augenschale des Exekias, um 530 v. Chr., Staatliche Antikensammlungen München.

### Ägypter
Aus ägyptischen Grabfunden sind neben Weinkernen auch Weinlaubgirlanden erhalten. Die Darstellung von Weinranken und -trauben auf Grabmalereien demonstriert die Bedeutung von Wein im Alten Ägypten und ist als Hinweis auf die kultische Verwendung zu werten.

### Griechische Antike
Die Wertschätzung von Weinlaub bei den Griechen erkennt man auch daran, dass auf antiken griechischen Münzen Weinblätter häufig abgebildet sind.
Untrennbar mit der Verbreitung der Rebkultur im östlichen Mittelmeergebiet verbunden ist die Ausbreitung des Kultes für den Weingott Dionysos.
Seine Blüte erlebte er, als zwischen 2200 und 1400 v. Chr. der Weinbau Griechenland und den Balkan erreichte. Es handelt sich bei den Dionysien-Feiern um einen ausgelassen Kult der jährlichen Erneuerung der Natur. Symbolhafte Darstellung dieser Erneuerung ist der beblätterte Weinstock im Bogen. Die Dionysos-Legende aus der Homerischen Hymne 7 wird dargestellt in einem alten griechischer Krater, worauf ein mit Weinranken um den Schiffsmast geflochtenes Schiff dargestellt ist, um das sich die in Delphine verwandelten Seeräuber tummeln.

### Römer
Pedanios Dioscurides aus Anazarbos berichtet im fünften Buch seines zwischen 60 und 78 n. Chr. datierten Werkes. Als Umschlag sollen die zerkleinerten Blätter und Ranken Kopfschmerzen, mit Graupen vermengt eingenommen auch Entzündung und Brand des Magens lindern. Für sich allein aufgelegt wirken sie kühlend und adstringierend. Auch der aus ihnen gepresste Saft hilft innerlich bei Dysenterie, Blutauswurf, Magenschmerzen und falschem Appetit schwangerer Frauen.
Plinius der Ältere erwähnt Weinblätter im dreiundzwanzigsten Buch seiner „Naturgeschichte“. Die Blätter wirken demnach bei Kopfweh, gegen Entzündungen, bei brennendem Schmerz im Magen, bei Gelenkserkrankungen, gegen Blutfluss aus Wunden und heilungsfördernd bei entzündeten Wunden.
Danach wurde es in der Geschichte ruhig um das Weinlaub. Im Mittelalter finden sich nur wenige Zitate und diese geben, ebenso wie die Kräuterbücher der frühen Neuzeit meist die antiken Autoren wieder. Lediglich die Volksmedizin einiger Weinbau-Regionen kannte die Anwendung von Blättern.

## Medizinische Nutzung
Die heilende Kraft des Weines ist schon seit der Zeit der Sumerer um 2200 v. Chr. bekannt und das Wissen um diese Heilkraft geht über die Bibel und Wein als Schlaf- und Beruhigungsmittel bei Hippokrates von Kos (um 400 v. Chr.), die äußerliche Anwendung durch Galenos (129–199 n. Chr.), die Wein-Kräuter-Ansätze der Hildegard von Bingen (1098–1179) bis ins 18. Jahrhundert, als Friedrich Hoffmann (1660–1742), der Leibarzt des preußischen Königs Friedrich I, die populäre „Wein-Cur“ erfand.
Neben dieser auch heute noch empfohlenen medizinischen Verwendung von Wein werden auch die Blätter therapeutisch eingesetzt. Präparate aus rotem Weinlaub enthalten rote Weinrebenblätter, meist in Form von Trockenextrakten.

### Historie
Angesichts der seit der Antike belegten und über die Kräuterbücher tradierte Verwendung von Weinlaub bei Anwendungen, die mit Blutungen, Wunden, Entzündungen, Hämorrhoiden und dem Gefäßsystem zu tun haben, könnte man bei der medizinische Verwendung von rotem Weinlaub auch an die Signaturenlehre (rotes Laub > rotes Blut) denken.
Obwohl die medizinische Verwendung von Weinlaub schon eine lange Geschichte hat, wird die Phytotherapie mit rotem Weinlaub durch die Wiederentdeckung der in Südfrankreich üblichen traditionellen Verwendung aber erst ab der Mitte des 20. Jahrhunderts populär.

### Anwendungsgebiete
Heute wird in der Therapie mit pflanzlichen Arzneimitteln ganz allgemein zwischen der evidenzbasierten, also der durch klinische Studien gesicherten Anwendung durch den Arzt, und der traditionellen Anwendung durch den Laien unterschieden, die keiner ärztlichen Verordnung bedarf.
Grundlage hierfür sind die Angaben der Gemeinschaftlichen Arzneipflanzen-Monographien (community herbal monograph) der Europäischen Arzneimittelbehörde, die auch für Rote Weinlaubblätter erschienen ist.
Ein als Arzneimittel zugelassener Trockenextrakt aus roten Weinrebenblättern (4 –6:1), Auszugsmittel: Wasser, eingestellt auf einen Flavonoidgehalt von 3 bis 7 % wird danach in der rationalen Phytotherapie bei oraler Einnahme mit der „evidence-based“ Indikation zur Behandlung der chronischen Veneninsuffizienz (CVI) eingesetzt, die charakterisiert ist durch dicke Beine (Ödeme), Erkrankung der Beinvenen (Krampfadern), einem Schweregefühl, Schmerzen und Ermüdung in den Beinen, Juckreiz, Spannungen und Krämpfe in den Waden.
Gestützt wird diese EU-Monographie auf die Auswertung der pharmakologischen und klinischen Daten durch die ESCOP
Wirkmechanismus des Extraktes aus rotem Weinlaub und der darin enthaltenen Inhaltsstoffe ist es, die Öffnung der Endothelialbarriere der Venen zu verhindern. Damit wird die Bildung von Ödemen verhindert und Entzündungen vorgebeugt, was durch pharmakologische Studien gezeigt werden konnte.
Neueste klinische Studien belegen eine Steigerung der Mikrozirkulation der Haut und der Sauerstoffversorgung und damit verbunden einer Reduktion des Unterschenkelvolumens nach oraler Gabe von Rotem Weinlaub-Extrakt.
Demgegenüber steht die ebenfalls in der EMA-Monographie bewertete traditionelle Anwendung von rotem Weinlaub, die sich auf eine Reihe von Produkten aus unterschiedlichen EU-Ländern bezieht. Danach werden die geschnittenen und gepulverten Blätter und ein wässriger Trockenextrakt mit DEV 3:1 zur oralen Anwendung eingesetzt. Zudem wird ein wässriger Trockenextrakt 4-6:1 in einer Salbengrundlage sowie ein wässriger Dickextrakt 4-6:1 aufgeführt.
Geschnittene Blätter als Tee, Pulver in Kapseln, Trockenextrakt 3:1 in Tabletten und Dickextrakt verdünnt in Tropfen werden für die traditionelle Indikation zur Erleichterung der Symptome bei Beschwerden und Schweregefühl in den Beinen verursacht durch leichte venöse Durchblutungsbeschwerden, sowie zur symptomatischen Behandlung von oberflächlicher Kapillarbrüchigkeit zugelassen.
Eine Salbenzubereitung mit Trockenextrakt wird traditionell bei den Symptomen Juckreiz und Brennen im Zusammenhang mit Hämorrhoiden eingesetzt und der Dickextrakt 1:100 verdünnt dient als Augentropfen zur vorübergehenden Besserung von Beschwerden aufgrund von Trockenheit im Auge, hervorgerufen durch Wind und Sonne.
Diese Produkte sind als traditionelle pflanzliche Arzneimittel zu kennzeichnen und die Indikationen basieren ausschließlich auf langer, traditioneller Verwendung.

### Inhaltsstoffe
Als Wirkstoffe enthalten rote Weinlaubblätter Flavonoide, überwiegend Quercetin-Glycoside und Kaempferol-3-glucosid. Die rote Färbung rührt von Anthocyanen her. Daneben treten oligomere Proanthocyanidine und andere phenolische Verbindungen auf, die als Polyphenole bezeichnet werden. 

Strukturformel des Flavonoids Kaempferol-3-O-glucosid (auch Astragalin genannt)

Für rotes Weinlaub ist aber nur die Gruppe der Polyphenole von Bedeutung, der im Wesentlichen folgende Substanzgruppen angehören:
- Phenolcarbonsäuren (Kaffeesäure, Ferulasäure und Protocatechusäure),
- Flavone (Quercetin, Kaempferol),
- Anthocyane,
- Tannine (Catechine, Procyanidine), sowie
- Resveratrol (3,4',5'-Trihydroxystilben) und seine Dimere.

Für die Wirksamkeit bei Venenerkrankungen entscheidend sind die Flavonoide Kaempferol-3-O-glucosid (auch Astragalin genannt), Isoquercitrin = Quercetin-3-O-glucosid und Quercetin-3-O-glucuronid. Im Vergleich zu Rotwein treten in den Blättern die Myricetin-glycoside in den Hintergrund.

### Pharmazeutische Qualität

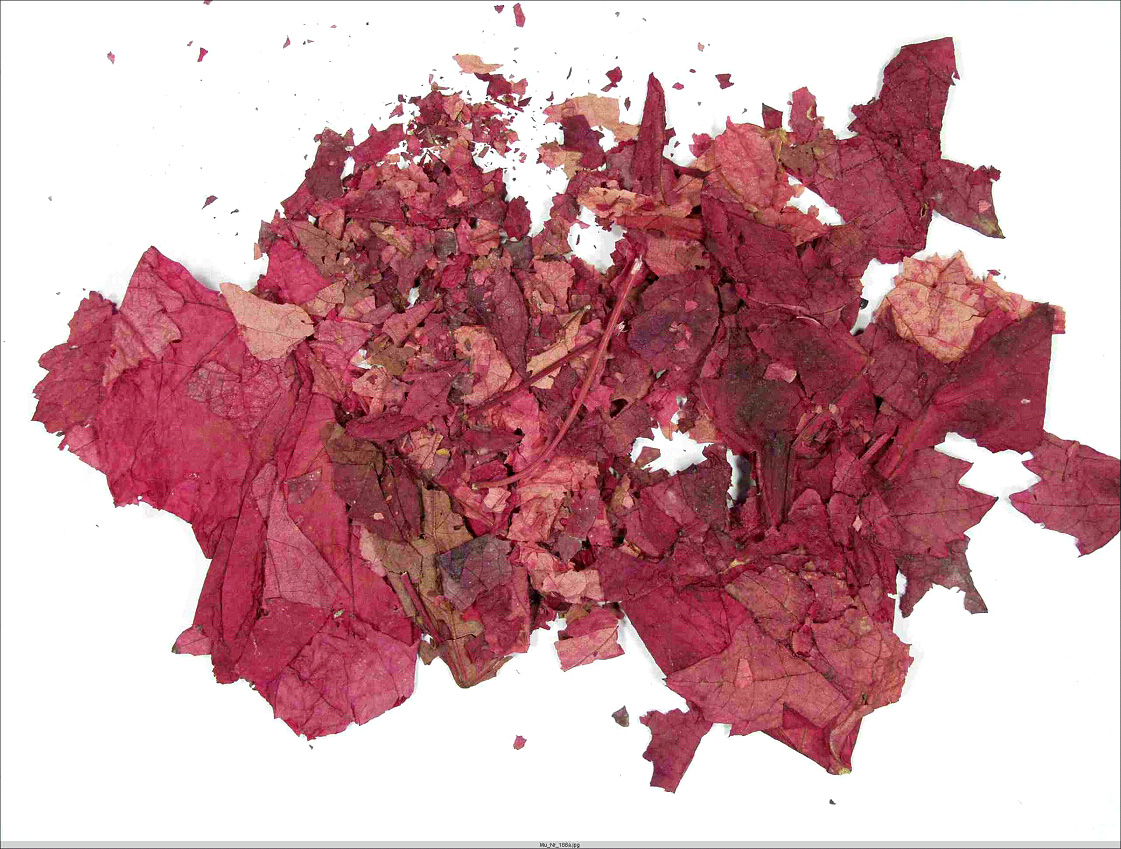
Rote Weinrebenblätter, getrocknet

Das Französische Arzneibuch (Pharm Franc X) beschreibt rote Weinblätter und einen Extrakt aus roten Weinblättern. Dabei handelt es sich um Blätter von Färbertrauben. Bei diesen Rebsorten werden alle Blätter zur Zeit der Traubenreife völlig rot. Färberreben zeichnen sich durch einen hohen Gehalt an Anthocyanen aus. Daher ist dieses, als Pharmarohstoff verwendete Rote Weinlaub ab der Traubenernte im frischen Zustand dunkelrot, getrocknet auch hellrot gefärbt.
Der Extrakt aus rotem Weinlaub nach Pharm Franc X wird durch Heißwasserextraktion hergestellt und im Trockenextrakt auf einen Gehalt von 10 bis 15 % Gesamtpolyphenole eingestellt. Damit ergibt sich rein rechnerisch ein Droge-Extrakt-Verhältnis von 2,5-3,75:1.
Damit ist dieser Extrakt Pharm Franc X für die traditionelle Indikation der EMA-Monographie geeignet. Die Definition der EMA für die „evidence-based“-Indikation bezieht sich auf einen Spezialextrakt mit DEV 4–6:1, für den in Tablettenform die klinische Wirksamkeit belegt wurde.
Für pharmazeutische Zwecke werden die Weinstöcke nicht extra angebaut, sondern es handelt sich um eine Doppelnutzung zusätzlich zur Traubenlese. Die Ernte der roten Weinblätter erfolgt von Hand zwei bis acht Wochen nach der Traubenernte. Durch die Blatternte erst einige Wochen nach der Traubenernte soll dem Weinstock Gelegenheit gegeben werden, die als Nährstoffe wichtigen Kohlenhydrate und Proteine im Stamm zu konzentrieren und so eine Schädigung zu vermeiden.

## Kulinarische Verwendung von Weinlaub als Lebensmittel
Weinblätter werden in der Lebensmittelbereitung verwendet, wofür in Frankreich der Begriff „Anwendung in der kulinarischen Kunst“ (application à l’art culinaire) verwendet wird.
Der Verzehr der Blätter ist hauptsächlich in den Nahost-Ländern üblich. Bekannt ist auch die türkisch-griechische Spezialität Dolmades oder Dolma, Rouladen in Weinblatthülle gefüllt mit gehacktem Hammelfleisch, Rebhühnern oder gewürztem Reis, frisch oder in Öl eingelegt. Auf diese Art der Verwendung in Ägypten wird bereits 1740 hingewiesen.

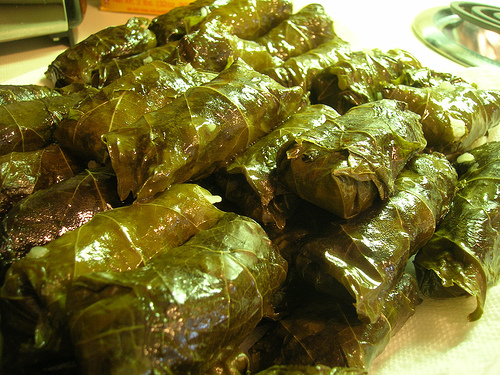
Fertige Dolma

Das Einschlagen von Käse in Weinblätter ist hauptsächlich in Frankreich bei Époisses de Bourgogne üblich und als Qualitätszeichen bekannt. Früher wurde dies auch bei der Käsesorte Banon durchgeführt.
Die Warenaufstellung für Sammelzollverfahren nennt „Weinblätter, zur menschlichen Ernährung“ und beschreibt diese in einer Warenkunde als Gemüse.